# Supercoppa serba 2024 (pallavolo femminile)
La Supercoppa serba 2024, 12ª edizione della Supercoppa nazionale femminile di pallavolo, si è svolta il 27 settembre 2024: al torneo hanno partecipato due squadre di club serbe e la vittoria finale è andata per la prima volta al TENT.

## Formula
La formula ha previsto una gara unica.

## Squadre partecipanti
| Squadra                | Qualificazione                                         |
| ---------------------- | ------------------------------------------------------ |
| Jedinstvo Stara Pazova | Vincitrice Coppa di Serbia 2023-24/Superliga 2023-2024 |
| TENT                   | Finalista Coppa di Serbia 2023-24                      |

## Torneo
| 27 settembre 2024 Sportska hala Breza, Gornji Milanovac Durata: 1h:59 - Spettatori: 1 150 | Jedinstvo Stara Pazova | 1 - 3 | TENT | 24-26, 21-25, 25-21, 10-25 |